# Lapptjärnen (Frostvikens socken, Jämtland)
Lapptjärnen är en sjö i Strömsunds kommun i Jämtland och ingår i Ångermanälvens huvudavrinningsområde. Sjön har en area på 0,134 kvadratkilometer och ligger 642 meter över havet.

## Delavrinningsområde
Lapptjärnen ingår i det delavrinningsområde (716590-147001) som SMHI kallar för Utloppet av Lapptjärnen. Medelhöjden är 658 meter över havet och ytan är 0,93 kvadratkilometer. Det finns inga avrinningsområden uppströms utan avrinningsområdet är högsta punkten. Vattendraget som avvattnar avrinningsområdet har biflödesordning 5, vilket innebär att vattnet flödar genom totalt 5 vattendrag innan det når havet efter 275 kilometer. Avrinningsområdet består mestadels av skog (41 procent) och sankmarker (44 procent). Avrinningsområdet har 0,13 kvadratkilometer vattenytor vilket ger det en sjöprocent på 14,4 procent.